# Bryum leptoglyphodon
Bryum leptoglyphodon är en bladmossart som beskrevs av Philibert 1900. Bryum leptoglyphodon ingår i släktet bryummossor, och familjen Bryaceae. Inga underarter finns listade i Catalogue of Life.